# Mihai Tudose
Mihai Tudose, född 6 mars 1967 i Brăila, är en rumänsk politiker tillhörande Socialdemokratiska partiet (PSD), som mellan 29 juni 2017 och 16 januari 2018 var Rumäniens premiärminister. Han hade tidigare varit ekonomiminister i två PSD-ledda regeringar.
Tudose har studerat juridik och ekonomi vid Dimitrie Cantemirs kristna universitet i Bukarest. 2015 anklages han för att ha plagierat en tredjedel av sin doktorsavhandling.
Tudose har sutiit i Europaparlamentet sedan 2019. Numera är han ledamot i utskottet för internationell handel och delegationen till den parlamentariska samarbetskommittén EU–Moldavien. Dessutom är han suppleant för utskottet för ekonomi och valutafrågor, utskottet för industrifrågor, forskning och energi, underutskottet för säkerhet och försvar, underutskottet för skattefrågor och delegationen till den gemensamma parlamentarikerkommittén EU-Nordmakedonien.